# Marc Cecili Metel (pretor 206 aC)
Marc Cecili Metel (en llatí Marcus Caecilius L. F. C. N. Metellus) va ser un magistrat romà, germà de Quint Cecili Metel (cònsol) (Quintus Caecilius L. F. L. N. Metellus) i de Luci Cecili Metel (Lucius Caecilius L. F. C. N. Metellus). Formava part de la gens Cecília, una antiga família romana plebea.
Va seredil plebeu l'any 208 aC i pretor urbà el 206 aC. El 205 aC va ser ambaixador davant el rei Àtal I de Pèrgam i va portar a Roma la pedra sagrada que era considerada la Mare dels Déus.